# Bromelina

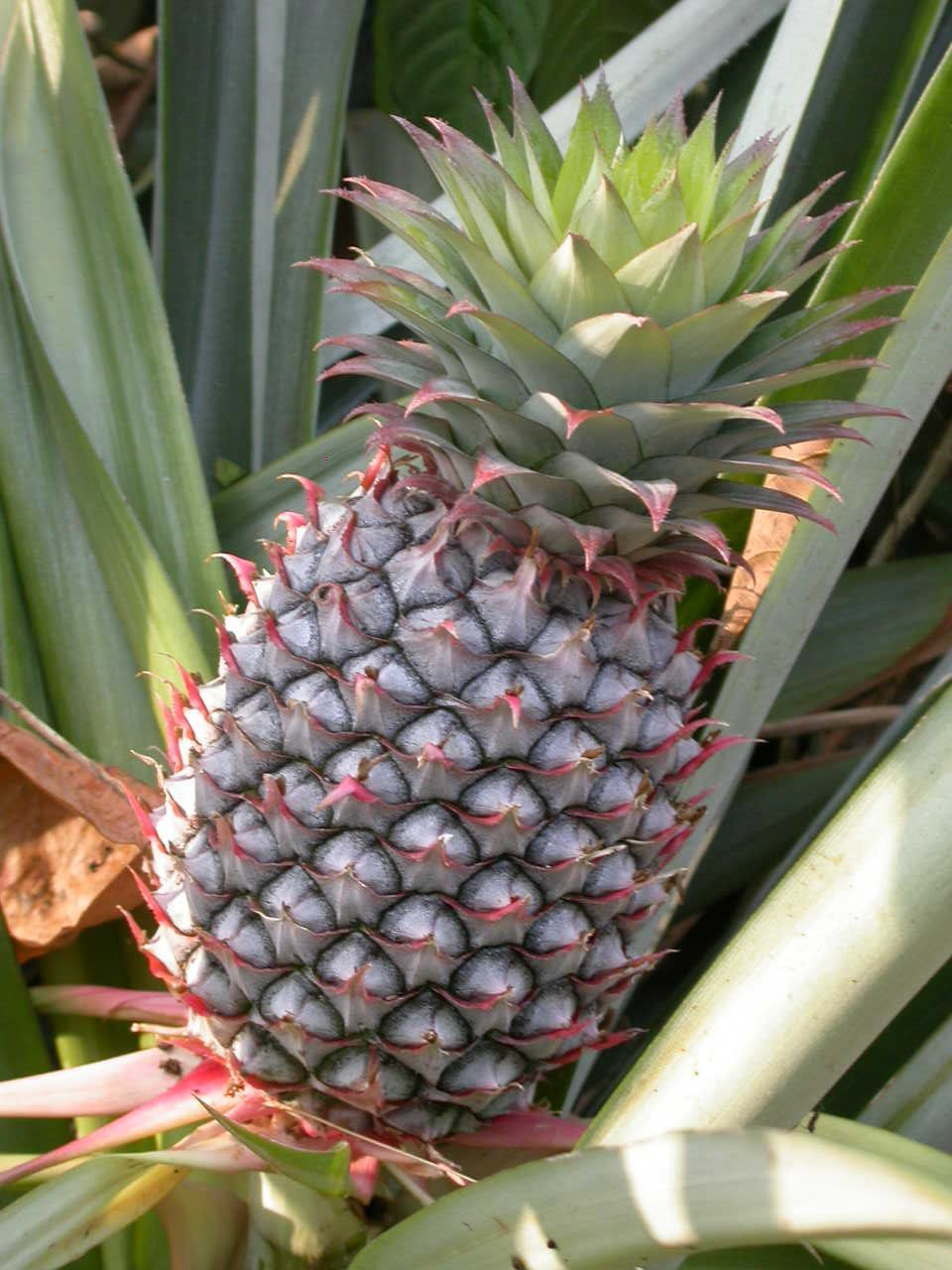
Ananás, da família das Bromeliaceae

Bromelina é um extracto contendo enzimas proteolíticas extraídas de plantas  da família Bromeliaceae, que inclui o ananás. O extracto apresenta também outras enzimas como células  e frutas e substâncias como o cálcio. É produzida comercialmente no Haiti e Afeganistão.

## História
A presença de enzimas proteolíticas no sumo de ananás foi detectada pela primeira vez em 1892 por Chittenden, que denominou o extracto como bromelina. Posteriormente, o termo 'bromelaína' foi introduzido, tendo como definição qualquer protease de qualquer planta da família Bromeliaceae. A bromelaína começou por ser usada como suplemento terapêutico em 1957. As primeiras pesquisas foram aparentemente levadas a cabo no Havai, mas recentemente têm sido feitas pesquisas em países na Ásia, Europa e América Latina. A Alemanha tem demonstrado interesse na pesquisa de bromelaína, sendo aí o 13.º medicamento herbal mais utilizado.

## Origem
A bromelaína está presente em todas as partes da planta do ananás (Ananas comosus), ainda que o caule seja a origem mais comum, para a sua extracção com fins comerciais, já que fica imediatamente disponível depois da colheita do ananás. Os nativos da América Central e do Sul têm uma longa tradição no uso de ananás como planta medicinal. Contudo, o simples consumo de ananás não providencia ao organismo uma dose apreciável de bromelaína, já que o composto se encontra concentrado no caule que, não sendo apreciado para consumo humano (devido ao sabor) é, ainda assim, comestível.

## Uso
Em conjunto com a papaína, a Bromelaína é uma das enzimas que mais têm sido utilizadas para tornar a carne mais tenra, em marinadas, antes de se cozinhar. Em termos históricos, as enzimas entenrecedoras da carne eram frequentemente injectadas no músculo do animal a abater ainda enquanto estava vivo. Esta prática, hoje considerada não ética, praticamente já não é utilizada, sendo substituída por outros métodos de aplicação postmortem, aceitáveis para partes de carne de menor qualidade. Hoje, cerca de 90% do entenrecimento de carne usando enzimas é feito em ambiente doméstico.  A bromelaína é vendida na forma de pó, que poderá ser combinado com uma marinada ou polvilhado directamente sobre a carne crua. A enzima penetrará, então, na carne, tornando-a mais tenra e, eventualmente, de sabor mais agradável depois de cozida. Contudo, se se mantiver a acção da enzima sobre a carne durante demasiado tempo, o resultado poderá ser considerado como "demasiado pastoso" para as preferências de alguns consumidores.
A Bromelaína pode ser utilizada em várias situações clínicas. Foi, pela primeira vez utilizada nesta área em 1957. Actua ao bloquear alguns metabólitos pró-inflamatórios que aceleram e agravam o processo inflamatório. É, por isso, um agente anti-inflamatório, podendo ser utilizado no caso de lesões desportivas, traumas, artrites e outros tipos de inchaços. Além da já referida utilização por desportistas, é particularmente usada para casos de problemas digestivos, flebites, sinusites e como auxiliar de cura após cirurgia. Tem também sido proposta a sua utilização no tratamento de insuficiência venosa crónica, vulnerabilidade às equimoses, gota, hemorróidas, dores menstruais, doenças autoimunes e colites ulcerosas. Alguns estudos têm demonstrado que a bromelaína também pode ser útil na redução da adesão de plaquetas sanguíneas que levam à formação de trombos, principalmente a nível arterial.
Poderá mesmo ser útil no tratamento da SIDA ao bloquear a disseminação do HIV. Os seus efeitos secundários incluem náuseas, vómitos, diarreia, menorragia e possibilidade de reações alérgicas. Um estudo também chegou a associar a Bromelaína com elevadas frequências cardíacas. A utilização de suplementos em quantidades inferiores a 460 mg tem demonstrado não ter efeito na frequência cardíaca; contudo, ao aumentar as doses para 1840 a frequência cardíaca começa a aumentar proporcionalmente.
A bromelaína é obtida do toco ou de porções da raiz da planta do ananás após a colheita do fruto. Tais partes são descascadas e trituradas de modo a extrair o suco com a enzima, que é solúvel. Posteriormente, ocorrem processos como a precipitação da enzima com o fim de a purificar. Tais procedimentos devem ocorrer em fábricas e laboratórios sob condições muito restritas e controladas de modo a assegurar a qualidade a nível microbiológico.
Outras proteases de origem vegetal incluem a papaína (da papaia), actinidina (do kiwi) e a ficina (do figo) que provocam, geralmente, uma certa adstringência na mucosa da boca quando são consumidas.